# Cristina Ciocan
Paula Cristina Ciocan (Satu Mare, 23 marzo 1982) è un'ex cestista rumena.
È la figlia di Viorica Ciocan.
Alta 183 cm, giocava come ala.

## Carriera
Con la Romania ha disputato i Campionati europei del 2007.